# Mai morire
Pour plus de détails, voir Fiche technique et Distribution.
Mai morire est un film mexicain réalisé par Enrique Rivero, sorti en 2012.

## Synopsis
Chayo revient dans sa ville natale pour s'occuper de sa mère malade et doit faire face à ses anciens démons.

## Fiche technique
- Titre : Mai morire
- Réalisation : Enrique Rivero
- Scénario : Enrique Rivero
- Musique : Alejandro de Icaza
- Photographie : Gerardo Barroso et Arnau Valls Colomer
- Montage : Enrique Rivero et Javier Ruiz Caldera
- Production : Enrique Rivero
- Société de production : Celuloide Films, Simplemente, Una Comunión et Zamora Films
- Société de distribution : Zootrope Films (France)
- Pays :  Mexique
- Genre : Drame
- Durée : 84 minutes
- Dates de sortie : 
  -  Italie : 13 novembre 2012 (festival international du film de Rome)
  -  Mexique : 22 mars 2013
  -  France : 29 mars 2017

## Distribution
- Juan Chirinos
- Amalia Salas
- Margarita Saldaña : Chayo

## Accueil
Jean-François Rauger pour Le Monde décrit un film qui « semble à la recherche d’une pulsation intime ». Pour Pierre-Julien Marest de Télérama « Enrique Rivero a le talent d'un grand peintre et ses ciels gris, tranchés par la verdure, renvoient aux tonalités d'un John Constable ».